# Sciurus richmondi
La ardilla de Richmond (Sciurus richmondi) es una especie de roedor de la familia Sciuridae.

## Distribución geográfica
Es endémica de Nicaragua. 

## Hábitat
Su hábitat natural son: bosques tropicales y subtropicales de hoja ancha, con hábitos diurnos. La deforestación que está sufriendo la zona está amenazando a la población de este roedor.